# Adolfas Šleževičius
Adolfas Šleževičius (2. února 1948 – 6. prosince 2022) byl litevský politik. V letech 1993–1996 byl premiérem Litvy.
Ve funkci premiéra musel čelit problému obrovské inflace. Šleževičius intervenoval v centrální bance, aby razantně zpřísnila svou politiku. Po zkrocení inflace zavedl roku 1993 novou národní měnu litas. Roku 1996 byl přinucen rezignovat, když čelil obviněním z rozsáhlé korupce. K soudnímu procesu nakonec nikdy nedošlo a Šleževičius se stáhl do soukromé obchodní sféry.